# Hippolytushoef
Hippolytushoef is een dorp in de gemeente Hollands Kroon in de provincie Noord-Holland. Tot en met 2011 was Hippolytushoef de hoofdplaats van de gemeente Wieringen.

## Geschiedenis
De plaats wordt in 14e eeuw genoemd als Ypolshof. De plaatsnaam zou afgeleid zijn van een boerderij die er stond. Lokaal wordt de plaats aangeduid als Hippo of gewoon dörrep (dorp). Het stond in 19e en 20e eeuw bekend als klein Parijs, vanwege de vele cafés die er stonden en het uitgebreide uitgaansleven dat erbij hoorde, met als hoogtepunt de kermisperiode. In de loop van de jaren '60 verminderde het aantal cafés. Anno 2021 zijn er nog maar twee van over. Slechts tijdens de kermisperiode kan men nog een beetje ondervinden hoe het algemeen in de 19e en 20e eeuw moet zijn geweest.

## Bezienswaardigheden
De Hippolytuskerk staat op een kunstmatige hoogte in het midden van het dorp. De basis van de toren is van tufsteen en dateert uit de 12e eeuw. De toren werd in de 15e eeuw verhoogd (baksteen) en van een gemetselde spits voorzien. Het oorspronkelijke romaanse of vroeggotische schip van de kerk is tijdens de zomerstorm van 1674 verwoest. In het na deze ramp herbouwde schip zijn gebrandschilderde ramen geplaatst. Van deze ramen (vervaardigd in 1676) is alleen dat van het Noorderkwartier over. De kerk is vanaf het begin van de 14e eeuw gewijd geweest aan de heilige Hippolytus.
In Hippolytushoef staan verder de Doopsgezinde Vermaning, een kerkje uit 1861, de rooms-katholieke kerk uit 1868 en de protestantse Ankerkerk van 1967.
De korenmolen De Onderneming, een grondzeiler uit 1851, staat aan het begin van het dorp.

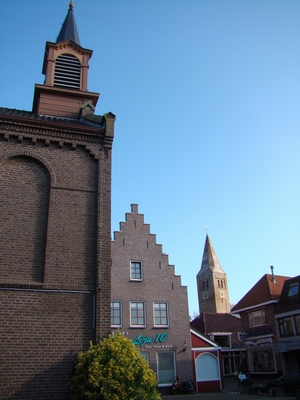
Centrum van Hippolytushoef
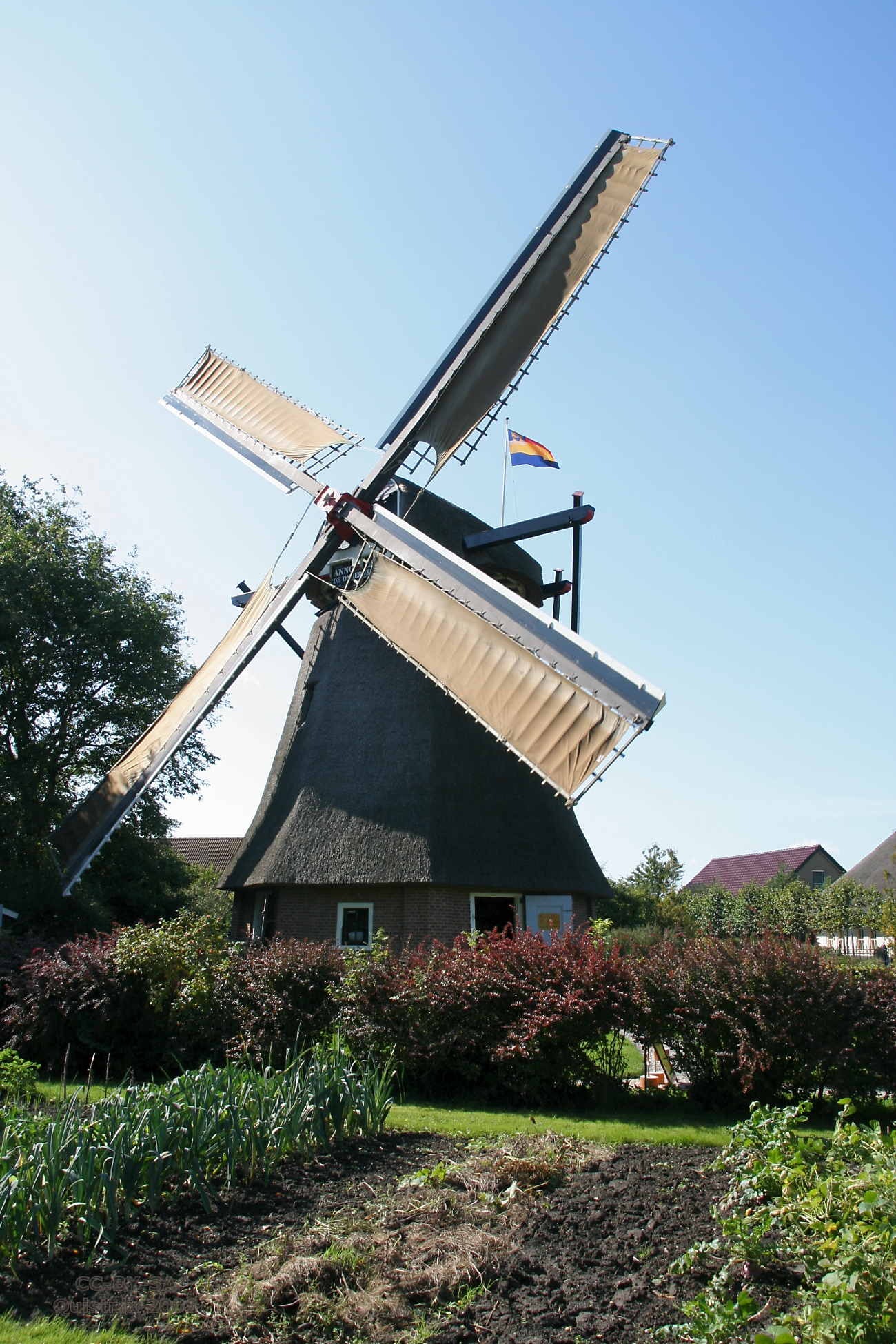
De Onderneming
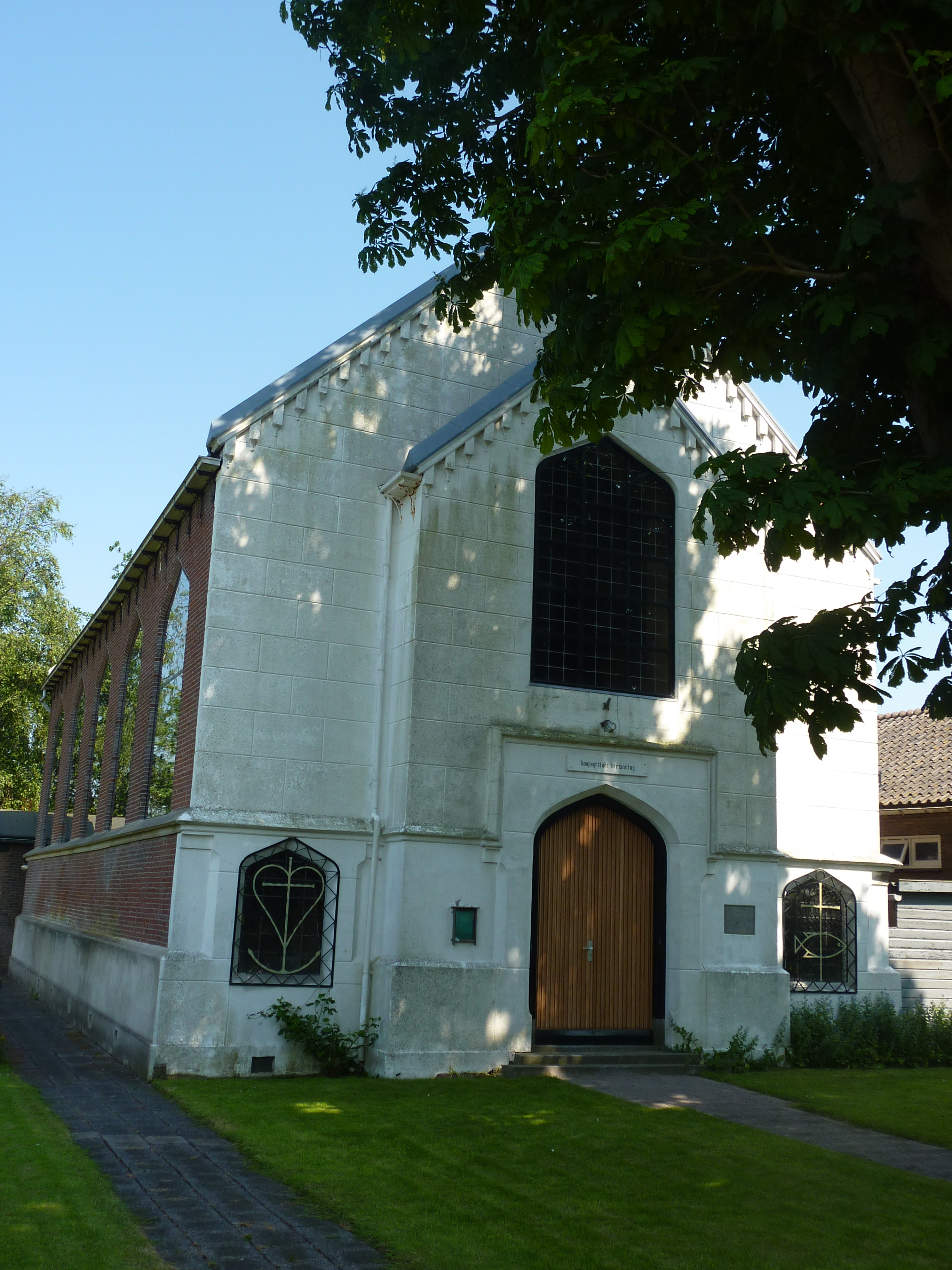
Doopsgezinde kerk

## Sport en recreatie
Aan de Belt ligt een gecombineerd sportveld met sporthal, wat onder andere de thuishaven is van voetbalclub Succes, handbalclub Tonegido, Basketbalvereniging Break Out '88, Badmintonclub  De Tegenpartij en waar de tennisvelden van TC Hippo bij liggen. Ook is er de mogelijkheid meerdere vechtsporten te beoefenen bij de Judo Vereniging Asahi-San
Door Hippolytushoef loopt de Europese wandelroute E9, ter plaatse ook Noordzeepad of Hollands Kustpad geheten.